# Jac Leirner
Jacqueline Leirne més coneguda com a Jac Leirner (São Paulo, Brasil, 1961) és una artista conceptual considerada com una de les més destacades en la seva especialitat a Llatinoamèrica. El seu treball posseeix referències cap a la revisió de la història de l'art mitjançant l'ús d'objectes que normalment no es consideren artístics. En 1993 la seva obra Pulmón, va ser la primera peça d'art contemporani llatinoamericà que va comprar el MOMA de la ciutat de Nova York.

## Biografia
Va fer estudis en arts visuals en la Fundação Armando Alvares Penteado (FAAP) de 1983 a 1989.

## Exposicions
Va participar en la Biennal de Sao Paulo el 1990. En 1991, va realitzar una residència i exhibició en el Walker Art Center de la ciutat de Mineapolis als Estats Units i en el Museu d'Art Modern a Oxford, al Regne Unit. Va representar a Brasil en la Biennal de Venècia de 1997. Va realitzar exposicions individuals en la Yale School of Art en 2012 als Estats Units, al Centre Atlàntic d'Art Modern, de Las Palmas de Gran Canaria en 2014, en el Museu Tamayo a Mèxic en el mateix any, entre d'altres.